# José Maria Rubio
José Maria Rubio y Peralta, né le 22 juillet 1864 à Dalías, Almeria (Espagne), et mort le 2 mai 1929, à Aranjuez, (Espagne), est un prêtre jésuite espagnol. Son activité pastorale et socio-caritative en faveur des pauvres et laissés-pour-compte de la ville de Madrid le fit surnommer « l'apôtre de Madrid ». Canonisé en 2003 par Jean-Paul II lors de sa visite à Madrid, il est liturgiquement commémoré le 2 mai.

## Biographie
Fils d’agriculteurs, José Rubio entre très jeune au séminaire de Grenade et dès l’âge de 23 ans il est ordonné prêtre (24 septembre 1887) pour l'archidiocèse de Grenade. Il est d’abord vicaire à Chincon (1887-1889) et curé à Estremera (1889-1890).  
À la demande de son évêque, il reprend des études et fait la licence en théologie (1896) et le doctorat en droit canon à Tolède (1897). Il enseigne ensuite la littérature latine et la théologie pastorale au séminaire de Madrid tout en exerçant la fonction de chancelier au diocèse. 
En 1906, il est finalement possible au « jésuite de cœur » (comme il se définissait lui-même) d’entrer dans la Compagnie de Jésus ; il a 42 ans. Les années de formation spirituelle terminées, il arrive à la maison professe de Madrid, en 1911. Il y résidera le reste de sa vie. La simplicité et la sincérité de sa prédication (pour laquelle il a du talent) touche les cœurs.
Par la direction spirituelle, il forme des apôtres fervents et profonds, chacun suivant son état de vie, et par la confession il fait connaître en profondeur le Bon Pasteur. Le père Rubio est rapidement connu de toute la population madrilène.
Il est très présent dans les faubourgs de la ville et particulièrement attentif aux plus pauvres et marginaux. Pour travailler efficacement à leur aide, il fonde des associations telles la « Garde d’honneur du Sacré-Cœur » et s’entoure de laïcs qu’il forme à l’apostolat social. On lui attribue des prodiges.

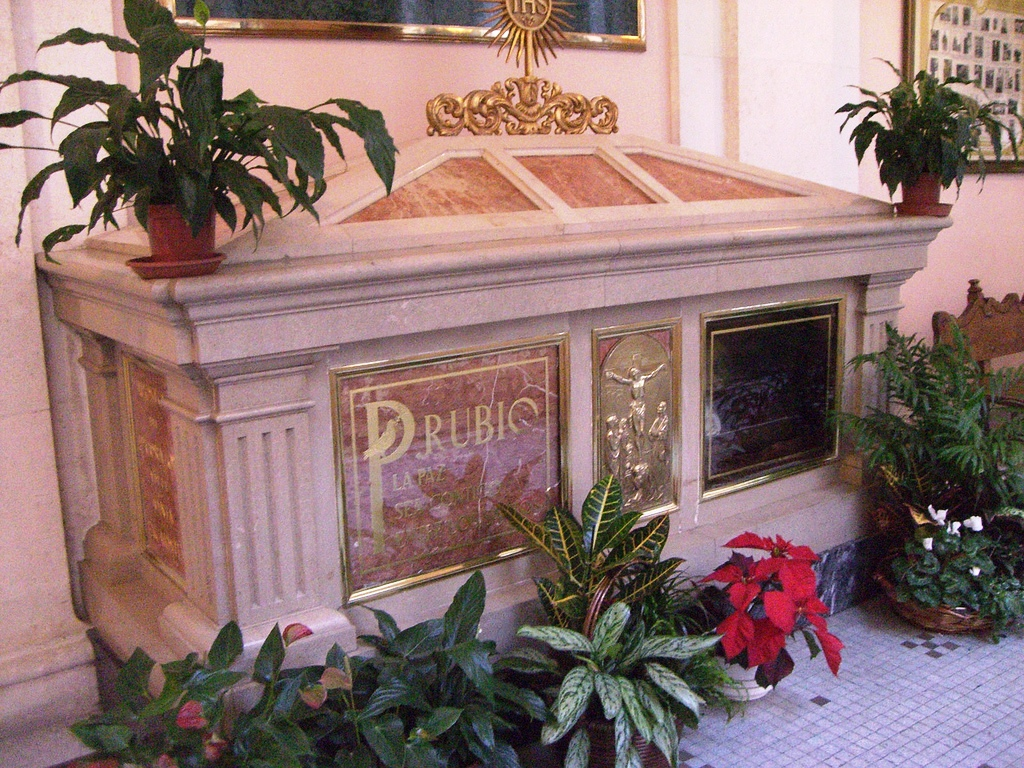
Châsse du saint père Rubio dans l'église Saint-François-de-Borgia, à Madrid.

Pour des raisons de santé, il est transféré à l’infirmerie (et noviciat) d'Aranjuez (Madrid) où il meurt trois jours après son arrivée, le 2 mai 1929. À sa mort, l’archevêque de Madrid le surnomma publiquement Apôtre de Madrid, un titre qui lui est resté.

## Béatification et canonisation
José Maria Rubio est béatifié par Jean-Paul II en 1985. Le même Jean-Paul II le canonise durant sa visite à Madrid, le 4 mai 2003.
Jean-Paul II dira de lui lors de sa béatification : 

« Doué d'un tact exquis, il trouvait toujours, comme directeur spirituel, le conseil approprié, la parole juste, la pénitence opportune, parfois exigeante, qui, pendant des années de patient et silencieux travail, forgèrent des apôtres, hommes et femmes de toutes les classes sociales, qui, dans de nombreux cas, devinrent ses collaborateurs dans les œuvres d'assistance et de charité qu'il avait inspirées et qu'il dirigeait »

.
Sa fête est fixée au 2 mai d’après le Martyrologe romain.